# Reagente di Dragendorff
Il reagente o reattivo di Dragendorff, di formula chimica K[BiI4], prende il nome dal chimico Georg Dragendorff (1836-1898). Viene utilizzato per determinare la presenza di alcaloidi, soprattutto negli estratti naturali, e si ottiene dalla reazione tra BiI3 o Bi(NO3)3, ed una soluzione di ioduro di potassio.

## Preparazione
Il reattivo consiste in una miscela di acido acetico oppure acido tartarico, acetato d'etile e di due sali inorganici. Vengono comnunemente utilizzati il BiI3, o in alternativa il Bi(NO3)3, ed il KI. Le quantità sono spesso indicative della forza del reattivo stesso, e non esiste una ricetta definita per la preparazione della miscela.
La soluzione, che si presenta rosso/arancio, viene anche ottenuta utilizzando come acido l'HCl e come solvente l'acqua, e la reazione che descrive la formazione del reattivo è la seguente:
{\displaystyle {\ce {Bi(NO3)3 + 4KI -> KBiI4 + 3KNO3}}}
Il reattivo è anche commercialmente disponibile.

## Utilizzi
Viene utilizzato tipicamente nelle derivatizzazioni postcromatografiche per l'identificazione di alcaloidi, o comunque composti organici contenenti azoto. Infatti l'acidità del reattivo porta alla protonazione dell'azoto, quindi si forma la coppia ionica tra [R3NH]+ ed [BiI4]- la quale porta ad una intensa colorazione rossastra del composto. Questo avviene per ammine terziarie, mentre le ammine secondarie portano a coppie ioniche con minori colorazioni e raramente si ha colorazione per trattamento di ammine primarie.
Il reattivo viene quindi utilizzato per la rivelazione di questi composti dopo l'eluizione su TLC, oppure direttamente aggiungendolo ad una soluzione contenente il composto incognito. Quest'ultima soluzione tuttavia è un metodo distruttivo, e non fornisce le informazioni cromatografiche ottenibili tramite TLC.
BiI3 può anche reagire con basi di Lewis come eteri, fosfine e ammine per formare complessi, di cui un esempio è BiI3(piridina)3.